# Song Renzong
Song Renzong (宋仁宗), född 1010, död 1063, var den fjärde kejsaren under den kinesiska Songdynastin (960-1279) och regerade 1022-1063. Hans personliga namn var Zhao Zhen (赵祯). Kejsar Renzong tillträdde efter att hans far, kejsar Zhenzong, avlidit 1022. Fram till år 1033 styrdes dock landet av hans fars änka, Liu (kejsarinna). 
Under 1040-talet utbröt flera uppror framför allt i Sichuan, och kejsar Renzong försökte vidta reformåtgärder och utfärdade år 1043 "Qingli-periodens lagar". Dessvärre blev situationen bara värre med de nya lagarna. Renzong avled år 1063 och efterträds av sin adoptivson, kejsare Yingzong. Kejsar Renzong begravdes liksom de flesta kejsare under Norra Song i Gongyi i Henan. Kejsar Renzong regerade i drygt 41 år, vilket var den längas regeringstiden för Songdynastins arton kejsare.

## Regeringsperioder[5]
- Tiansheng (天聖) 1023–1031
- Mingdao (明道) 1032–1033
- Jingyou (景祐) 1034–1037
- Baoyuan (寶元) 1038–1039
- Kangding (康定) 1040
- Qingli (慶曆) 1041–1048
- Huangyou (皇祐) 1049–1053
- Zhihe (至和) 1054–1055
- Jiayou (嘉祐) 1056–1063